# رونگ نینگنینگ
رونگ نینگنینگ (به چینی: 荣宁宁، متولد ۵ اکتبر ۱۹۹۷) کشتی‌گیر آزادکار تیم ملی چین است.
از افتخارات وی می‌توان به کسب مدال طلا وزن ۵۷ کیلوگرم در مسابقات قهرمانی کشتی جهان ۲۰۱۸ و مدال نقره در مسابقات قهرمانی کشتی جهان ۲۰۱۹ اشاره کرد. وی سابقه حضور در المپیک ۲۰۲۰ توکیو را دارد.